# Duits voetbalkampioenschap 1938/39
1938/39 was het 32ste Duitse voetbalkampioenschap ingericht door de NSRL (Nationalsozialistischer Reichsbund für Leibesübungen). Het was het laatste seizoen voor het uitbreken van de Tweede Wereldoorlog. Duitsland was intussen wel groter geworden. In maart 1938 werd Oostenrijk bij Duitsland aangesloten en na het Verdrag van München in september van dat jaar werd ook Sudetenland geannexeerd. Beide gebieden kregen een eigen Gauliga zodat er nu 18 Gauliga's waren. Oostenrijk werd de Gauliga Ostmark. Door deze uitbreiding werd ook de competitie hervormd. Er bleven drie groepen van vier over en één groep van zes. Die groep van zes was nog eens onderverdeeld in twee groepen van drie en beide groepswinnaars bekampten elkaar nog voor een ticket voor de halve finale.
De clubs uit Oostenrijk (lees: Wenen) waren bijzonder sterk. SK Rapid Wien had al de Tschammerpokal 1938 gewonnen en Admira Wien plaatste zich zowaar voor de finale om de landstitel. De finale liep voor Admira evenwel uit op een fiasco en de club kreeg een veeg uit de pan van Schalke 04, dat negen keer scoorde en zo zijn vierde landstitel binnenhaalde.
Ook organisatorisch veranderde er wat. Op 21 december 1938 werd de Deutsche Reichsbund für Leibesübungen bij de NSDAP gevoegd en werd zo Nationalsozialistischer Reichsbund für Leibesübungen (NSRL).

## Deelnemers aan de eindronde
| Club                      | Gekwalificeerd als                  |
| ------------------------- | ----------------------------------- |
| Hindenburg Allenstein     | Kampioen Gauliga Ostpreußen         |
| Viktoria Stolp            | Kampioen Gauliga Pommern            |
| SpVgg Blau-Weiß 90 Berlin | Kampioen Gauliga Berlin-Brandenburg |
| Vorwärts RaSpo Gleiwitz   | Kampioen Gauliga Schlesien          |
| Dresdner SC               | Kampioen Gauliga Sachsen            |
| SV Dessau 05              | Kampioen Gauliga Mitte              |
| Hamburger SV              | Kampioen Gauliga Nordmark           |
| VfL Osnabrück             | Kampioen Gauliga Niedersachsen      |
| FC Schalke 04             | Kampioen Gauliga Westfalen          |
| Fortuna Düsseldorf        | Kampioen Gauliga Niederrhein        |
| SpVgg Sülz 07             | Kampioen Gauliga Mittelrhein        |
| CSC 03 Kassel             | Kampioen Gauliga Hessen             |
| Wormatia Worms            | Kampioen Gauliga Südwest            |
| VfR Mannheim              | Kampioen Gauliga Baden              |
| Stuttgarter Kickers       | Kampioen Gauliga Württemberg        |
| 1. FC Schweinfurt 05      | Kampioen Gauliga Bayern             |
| SK Admira Wien            | Kampioen Gauliga Ostmark            |
| Warnsdorfer FK            | Kampioen Gauliga Sudetenland        |

## Groepsfase

### Groep 1
| Datum         | Teams         | Teams | Teams         | Uitslag   | Stadion                 |
| 2 april 1939  | Blau-Weiß 90  | –     | Hamburger SV  | 3:3 (2:2) | Berlijn, Olympiastadion |
| 2 april 1939  | VfL Osnabrück | –     | H. Allenstein | 0:0 (0:0) | Hannover, Arminiaplatz  |
| 16 april 1939 | Hamburger SV  | –     | VfL Osnabrück | 5:1 (2:1) | Hamburg, Rothenbaum     |
| 16 april 1939 | H. Allenstein | –     | Blau-Weiß 90  | 1:2 (1:1) | Allenstein, Stadion     |
| 23 april 1939 | Blau-Weiß 90  | –     | VfL Osnabrück | 1:3 (0:2) | Berlin, Olympiastadion  |
| 23 april 1939 | H. Allenstein | –     | Hamburger SV  | 1:4 (0:2) | Königsberg, Stadion     |

### Groep 2

#### Groep 2a
| Datum         | Teams            | Teams | Teams            | Uitslag   | Stadion                   |
| 2 april 1939  | SpVgg Sülz 07    | –     | Fort. Düsseldorf | 1:3 (0:2) | Keulen, Stadion           |
| 7 april 1939  | Viktoria Stolp   | –     | SpVgg Sülz 07    | 0:2 (0:0) | Stolp, Germania-Platz     |
| 16 april 1939 | Fort. Düsseldorf | –     | Viktoria Stolp   | 1:0 (0:0) | Düsseldorf, Flingerbroich |
| 23 april 1939 | SpVgg Sülz 07    | –     | Viktoria Stolp   | 5:0 (3:0) | Köln, Stadion             |
| 30 april 1939 | Fort. Düsseldorf | –     | SpVgg Sülz 07    | 3:2 (2:1) | Düsseldorf, Rheinstadion  |
| 7 mei 1939    | Viktoria Stolp   | –     | Fort. Düsseldorf | 1:0 (1:0) | Stolp, Germania-Platz     |

#### Groep 2b
| Datum         | Teams             | Teams | Teams             | Uitslag   | Stadion                    |
| 7 april 1939  | Dresdner SC       | –     | Warnsdorfer FK    | 3:1 (3:0) | Dresden, Am Ostragehege    |
| 10 april 1939 | Warnsdorfer FK    | –     | FC Schweinfurt 05 | 1:4 (0:2) | Aussig, Stadion            |
| 16 april 1939 | FC Schweinfurt 05 | –     | Dresdner SC       | 1:0 (1:0) | Bamberg, Stadion           |
| 23 april 1939 | Warnsdorfer FK    | –     | Dresdner SC       | 1:5 (0:1) | Warnsdorf, WFK-Platz       |
| 30 april 1939 | FC Schweinfurt 05 | –     | Warnsdorfer FK    | 4:2 (3:1) | Schweinfurt, Sachs-Stadion |
| 7 mei 1939    | Dresdner SC       | –     | FC Schweinfurt 05 | 1:0 (0:0) | Chemnitz, Stadion          |

#### Groepsfinale
| Datum       | Teams              | Teams | Teams              | Uitslag   | Stadion                         |
| 14 mei 1939 | Dresdner SC        | –     | Fortuna Düsseldorf | 4:1 (2:0) | Dresden, Stadion am Ostragehege |
| 21 mei 1939 | Fortuna Düsseldorf | –     | Dresdner SC        | 3:3 (1:2) | Düsseldorf, Rheinstadion        |

### Groep 3
| Datum         | Teams               | Teams | Teams               | Uitslag   | Stadion                    |
| 2 april 1939  | SK Admira Wien      | –     | Stuttgarter Kickers | 6:2 (3:1) | Wenen, Stadion             |
| 7 april 1939  | SV Dessau 05        | –     | VfR Mannheim        | 1:3 (1:2) | Dessau, Schillerpark       |
| 16 april 1939 | Stuttgarter Kickers | –     | VfR Mannheim        | 3:2 (2:2) | Stuttgart, Adolf-Hitler-KB |
| 16 april 1939 | SV Dessau 05        | –     | SK Admira Wien      | 1:0 (1:0) | Halle (Saale), Stadion     |
| 23 april 1939 | VfR Mannheim        | –     | SK Admira Wien      | 3:0 (1:0) | Mannheim, Stadion          |
| 23 april 1939 | Stuttgarter Kickers | –     | SV Dessau 05        | 3:2 (1:0) | Stuttgart, Adolf-Hitler-KB |
| 30 april 1939 | VfR Mannheim        | –     | Stuttgarter Kickers | 1:4 (0:1) | Mannheim, Stadion          |
| 30 april 1939 | SK Admira Wien      | –     | SV Dessau 05        | 5:1 (3:0) | Wien, Stadion              |
| 7 mei 1939    | VfR Mannheim        | –     | SV Dessau 05        | 0:0 (0:0) | Mannheim, Brauereien       |
| 7 mei 1939    | Stuttgarter Kickers | –     | SK Admira Wien      | 1:1 (1:0) | Stuttgart, Adolf-Hitler-KB |
| 14 mei 1939   | SK Admira Wien      | –     | VfR Mannheim        | 8:3 (3:2) | Wien, Stadion              |
| 21 mei 1939   | SV Dessau 05        | –     | Stuttgarter Kickers | 1:0 (0:0) | Halle (Saale), Stadion     |

### Groep 4
| Datum         | Teams             | Teams | Teams             | Uitslag   | Stadion                    |
| 2 april 1939  | Vorwärts Gleiwitz | –     | Wormatia Worms    | 5:3 (2:1) | Gleiwitz, Stadion          |
| 2 april 1939  | FC Schalke 04     | –     | CSC 03 Kassel     | 6:1 (2:0) | Gelsenkirchen, Union-Platz |
| 16 april 1939 | Wormatia Worms    | –     | FC Schalke 04     | 0:1 (0:1) | Frankfurt, Waldstadion     |
| 16 april 1939 | CSC 03 Kassel     | –     | Vorwärts Gleiwitz | 1:2 (1:0) | Kassel, Nürnberger Str.    |
| 23 april 1939 | CSC 03 Kassel     | –     | FC Schalke 04     | 1:3 (1:2) | Kassel, Nürnberger Str.    |
| 23 april 1939 | Wormatia Worms    | –     | Vorwärts Gleiwitz | 2:1 (1:1) | Frankfurt, Waldstadion     |
| 30 april 1939 | Vorwärts Gleiwitz | –     | FC Schalke 04     | 1:2 (1:0) | Breslau, Stadion           |
| 30 april 1939 | Wormatia Worms    | –     | CSC 03 Kassel     | 3:1 (0:0) | Worms, Alemannia-Platz     |
| 7 mei 1939    | FC Schalke 04     | –     | Wormatia Worms    | 1:2 (1:2) | Dortmund, Rothe Erde       |
| 7 mei 1939    | Vorwärts Gleiwitz | –     | CSC 03 Kassel     | 2:0 (1:0) | Gleiwitz, Stadion          |
| 14 mei 1939   | FC Schalke 04     | –     | Vorwärts Gleiwitz | 4:0 (1:0) | Gelsenkirchen, Glückauf-KB |
| 21 mei 1939   | CSC 03 Kassel     | –     | Wormatia Worms    | 0:3 (0:0) | Hanau, HFC93-Platz         |

## Halve finale
| Datum        | Teams          | Teams | Teams        | Uitslag             | Stadion                        |
| 4 juni 1939  | SK Admira Wien | –     | Hamburger SV | 4:1 (2:1)           | Frankfurt am Main, Waldstadion |
| 4 juni 1939  | FC Schalke 04  | –     | Dresdner SC  | 3:3 n.V. (1:2, 3:3) | Berlin, Olympiastadion         |
| 11 juni 1939 | FC Schalke 04  | –     | Dresdner SC  | 2:0 (0:0)           | Berlin, Olympiastadion         |

## Wedstrijd om de derde plaats
| Datum        | Teams       | Teams | Teams        | Uitslag   | Stadion                         |
| 17 juni 1939 | Dresdner SC | –     | Hamburger SV | 3:2 (1:2) | Dresden, Stadion am Ostragehege |

## Finale
| Datum        | Teams         | Teams | Teams          | Uitslag   | Stadion                |
| 18 juni 1939 | FC Schalke 04 | –     | SK Admira Wien | 9:0 (4:0) | Berlin, Olympiastadion |

100.000 toeschouwers waren getuige van een éénzijdig doelpuntenfestival. Al na 7 minuten opende Ernst Kalwitzki de score. Na nog een goal van Adolf Urban in de 12de minuut scoorde Kalwitzki opnieuw in de 25ste en 30ste minuut. In de tweede helft maakte Otto Tibulsky in de 53ste minuut de 5-0 en in de 61ste en 80ste minuut deed opnieuw Kalwitzki de netten trillen. In de 84ste en 89ste minuut pikten ook nog Ernst Kuzorra en Fritz Szepan een doelpuntje mee.